# 生殖器抚弄
生殖器抚弄是在幼童时期发生，与自慰有区别的玩弄生殖器行为。它的发生往往是因为孩子对自己的身体结构感到好奇。一些心理学家认为生殖器抚弄是儿童的性心理發展正常的一个标志。这个行为几乎不会演变成自慰，却有时会被成年人误解成自慰。它在男孩身上会在6个月大到7个月大时发生，女孩则是在10个月大到11个月大之间。儿童可能会成群结对地彼此抚弄，有时甚至会利用一些玩具，比如洋娃娃。生殖器抚弄会在幼童时期随时发生。当孩子大约6岁时, 开始进入性朦胧期，可能会出现自慰的情况。当孩子10岁大时，性朦胧期结束，将会进入青春期，生殖器抚弄行为将不再发生。

## 参照
- 兒童的性
- 医生游戏

## 延伸阅读
- Marmor, Judd. . Transaction Publishers. 1995-01-01. ISBN 978-1-4128-2886-4 （英语）.